# SMS V 5
V 5 – niemiecki niszczyciel z okresu I wojny światowej. Piąta jednostka typu V 1. Brał udział w bitwie na Dogger Bank. W okresie międzywojennym pozostawał w składzie Reichsmarine. Sprzedany stoczni złomowej 25 kwietnia 1930 roku.